# D. Ramanaidu

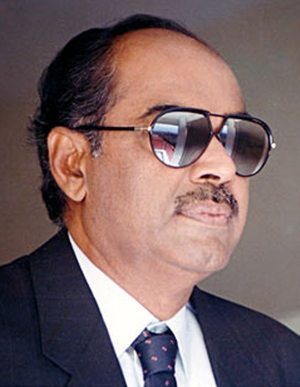
D. Ramanaidu

D. Ramanaidu (Daggubati Ramanaidu; Telugu దగ్గుబాటి రామానాయుడు; * 6. Juni 1936 in Karamchedu, Madras; † 18. Februar 2015 in Hyderabad, Telangana) war ein indischer Filmproduzent.

## Leben
Ramanaidu stammte aus dem Dorf Karamchedu, das im heutigen Distrikt Prakasam in Andhra Pradesh liegt. Nach diversen Gelegenheitstätigkeiten bekam er eine Beschäftigung als Hilfsarbeiter beim Film. Dort lernte er den Darsteller A. Nageswara Rao und auch andere Schauspieler kennen, mit deren Hilfe er die Filmproduktionsgesellschaft „Suresh Productions“ gründete. Die erste Produktion war 1964 T. Chanakyas Ramudu Bheemudu, ein Blockbuster mit N. T. Rama Rao und Jamuna in den Hauptrollen. Bereits ein Jahr zuvor hatte Ramanaidu bei dem Film Anuragam (1963) – mit P. Bhanumathi, C. V. Nagaiah, G. Varalakshmi, G. Venkateshwara Rao und R. Venkatramaiah in den Hauptrollen – erste Erfahrungen mit der Filmfinanzierung gesammelt. Doch erst Prem Nagar (1971) mit A. Nageswara Rao und Vanisree konnte den finanziellen Erfolg von Ramudu Bheemudu wiederholen. Danach expandierte Ramanaidu seine Produktionsaktivitäten auch in andere indische Sprachen. Von Prem Nagar produzierte er 1974 mit demselben Regisseur K. S. Prakash Rao und den Hauptdarstellern Rajesh Khanna und Hema Malini ein Hindi-Remake. In den 1980er, 1990er und 2000er Jahren erlebte Ramanaidu mit Familiendramen und Komödien den Höhepunkt seines Produzentenschaffens.
Obwohl in der Telugu-Filmindustrie verwurzelt, produzierte Ramanaidu in insgesamt 13 verschiedenen Sprachen etwa 150 Filme, darunter auch auf Hindi, Kannada, Tamil, Bengalisch, Englisch, Oriya und Malayalam. Sein wohl finanziell lukrativster Hindi-Film war Hum Aapke Dil Mein Rehte Hain (1999). Eine Hauptrolle als Darsteller spielte er in dem Telugu-Film Hope, der für das Jahr 2007 mit dem National Film Award für den besten Film über Sozialthemen ausgezeichnet wurde.
Einen Teil seiner Geschäftseinnahmen spendete Ramanaidu, unter anderem in den von ihm 1991 gegründeten „Ramanaidu Charitable Trust“. Er gewann bei der Parlamentswahl in Indien 1999 für die Telugu Desam Party im Lok-Sabha-Wahlkreis Guntur einen Parlamentssitz und war bis 2004 Lok-Sabha-Mitglied. Für sein Lebenswerk wurde er mit dem Dadasaheb Phalke Award für das Jahr 2009 ausgezeichnet. Sein enormer Beitrag für die Telugu-Filmindustrie war 2012 die Begründung für die Verleihung des Padma Bhushan an ihn.
D. Ramanaidu starb an Prostatakrebs. Seine Söhne D. Suresh Babu (Produzent) und D. Venkatesh (Schauspieler und Produzent) sowie sein Enkel Rana Daggubati (Schauspieler) sind ebenfalls in der Filmindustrie tätig.

## Filmografie (Auswahl)
- 1964: Ramudu Bheemudu
- 1966: Shri Krishna Tulabharam
- 1971: Prem Nagar
- 1974: Prem Nagar
- 1976: Secretary
- 1977: Dildaar
- 1978: Dil Aur Deewaar
- 1980: Bandish
- 1981: Agni Poolu
- 1982: Devatha
- 1983: Mundadugu
- 1983: Sangarshana
- 1984: Katha Nayakudu
- 1984: Maqsad
- 1984: Tohfa
- 1985: Muchataga Mugguru
- 1986: Dilwaala
- 1986: Insaaf Ki Awaaz
- 1986: Kaliyuga Pandavulu
- 1987: Aha Naa Pellanta
- 1988: Brahma Puthrudu
- 1988: Chinnabaabu
- 1989: Indrudu Chandrudu
- 1989: Prema
- 1989: Rakhwala
- 1990: Bobbili Raja
- 1990: Jeevan Ek Sanghursh
- 1991: Prem Qaidi
- 1992: Soori Gadu
- 1993: Anari
- 1993: Santaan
- 1994: Super Police
- 1995: Kondapalli Rathaiah
- 1995: Taj Mahal
- 1995: Taqdeerwala
- 1996: Dharma Chakram
- 1996: Oho Naa Pellanta
- 1999: Asukh
- 1999: Hum Aapke Dil Mein Rehte Hain
- 2000: Aaghaaz
- 2001: Dharma Debata
- 2001: Preminchu
- 2002: Hai
- 2002: Kuch Tum Kaho Kuch Hum Kahein
- 2002: Nee Premakai
- 2003: Bombaiyer Bombete
- 2003: Harivillu
- 2003: Vijayam
- 2005: Nireekshana
- 2006: Sri Krishna 2006
- 2007: Madhumasam
- 2008: Kausalya Supraja Rama
- 2009: Bendu Apparao RMP
- 2010: Aalasyam Amrutham
- 2011: Mugguru
- 2013: Singh vs. Kaur